# Propsteikirche St. Urbanus

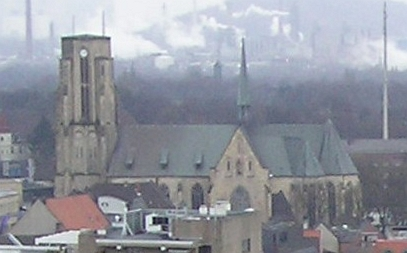
St. Urbanus

Die Propsteikirche St. Urbanus ist die katholische Hauptkirche von Gelsenkirchen-Buer. Sie wurde ab 1890 nach Plänen von Bernhard Hertel erbaut und am 10. Oktober 1893 durch den Bischof von Münster Hermann Dingelstad geweiht.

## Geschichte

St. Urbanus in Buer i. W., um 1900

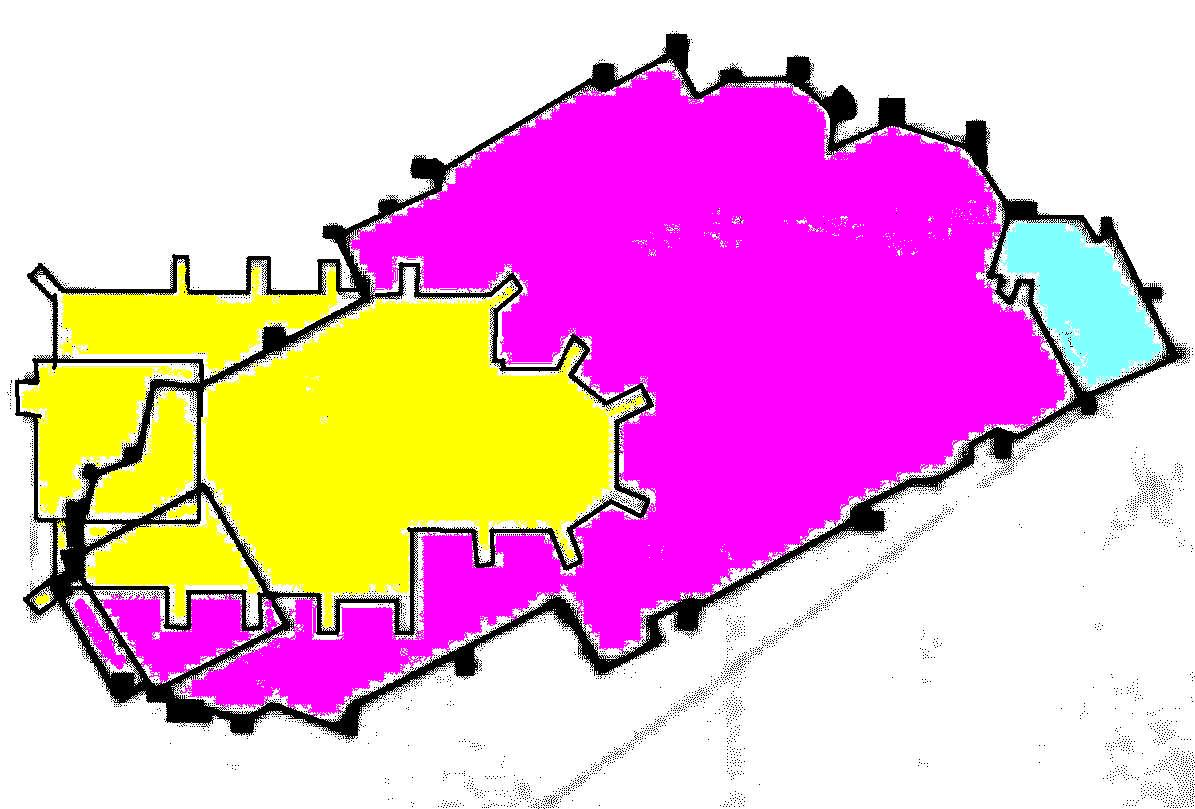
Grundrissschema der Urbanuskirche. Der 1890 abgerissene mittelalterliche Vorgängerbau ist gelb, der Sakristeianbau blau abgesetzt.

Der Ursprung der St.-Urbanus-Kirche lässt sich bis zur ersten Jahrtausendwende zurückverfolgen. Wohl 1019 findet sich erstmals eine Kirche in Buer erwähnt. 1147 bestätigte Papst Eugen III. die Kirche zu Buer als Besitz der 1003 gegründeten Abtei Deutz, was als gesicherter Nachweis für das Bestehen einer Kirche in Buer anerkannt ist. Um 1200 entstand ein romanischer Vorgängerbau der heutigen Kirche, der um 1300 unter Erhaltung des romanischen Westturms durch einen Neubau im gotischen Stil teilweise ersetzt wurde. Der kreuzförmige Grundriss ging Anfang des 16. Jahrhunderts beim Abriss der kurzen, ähnlich einem Querhaus angesetzten Seitenschiffe verloren, die nun parallel zum Langhaus neu angebaut wurden. 1688 zerstörte ein großer Brand das Gebäude bis auf die Grundmauern. Auch das Gewölbe stürzte ein und die Kirche erhielt eine flache Holzdecke.
Buer gehörte zum kurkölnischen Vest Recklinghausen und blieb in der Reformationszeit katholisch. Diese Prägung ging auch in der stürmischen Industrie- und Bevölkerungsentwicklung des 19. Jahrhunderts nicht verloren, die schließlich den Bau der heutigen Basilika am historischen Standort erforderlich machte. Auf Initiative des Pfarrers Albert Niemann (1885–1893) wurde die alte Pfarrkirche 1890 abgerissen und der 1893 fertiggestellte neugotische Kirchenbau errichtet. Die neue Kirche bot etwa 1.800 Gläubigen Platz und kostete 300.000 Mark (kaufkraftbereinigt in heutiger Währung: knapp 2,5 Millionen Euro). Die Weihe erfolgte durch den Bischof von Münster, da Buer nach jahrhundertelanger Zugehörigkeit zum Erzbistum Köln seit 1821 zum Bistum Münster gehörte. Auch Bühne und Prospekt für die 1914 eingebaute Orgel wurden wie schon der Kirchenbau von dem Münsteraner Architekten Bernhard Hertel entworfen, der seit 1903 Kölner Dombaumeister war. In den 1920er Jahren wurde die Kirche renoviert und neu ausgemalt, 1936 der Chorbereich erhöht und neu gestaltet. Um eine bessere Teilnahme der Gemeinde an der Liturgie zu ermöglichen, wurden die Kommunionbank und der Hochaltar entfernt und der neue Altar weit nach vorn gerückt, eine bereits auf die Liturgiereformen zur Zeit des 2. Vatikanischen Konzils vorausweisende Maßnahme.
Im Zweiten Weltkrieg erlitt die Kirche schwere Schäden und wurde von 1946 bis 1949 vereinfacht wieder errichtet. Dabei wurde auf den Wiederaufbau des Turmhelms verzichtet, sodass der ehemals 90 Meter hohe Turm heute nur noch halb so hoch ist (er misst 48 Meter bis zum Flachdachabschluss). 1955 wurde St. Urbanus zur Propsteikirche erhoben und gehört seit dem 1. Januar 1958 zu dem damals neu gegründeten Ruhrbistum Essen. 1963/64 erfolgte der Umbau des Innenraums entsprechend den neuen liturgischen Erfordernissen. Um 1970 fand eine umfangreiche Außenrenovierung statt, und in den 1980er Jahren wurde der Innenraum renoviert. Im Zuge der strukturellen Neuordnung der Gemeinden im Bistum Essen wurde St. Urbanus 2007 Pfarrkirche der größten Pfarrei des Bistums Essen mit über 40.000 Katholiken, die die gesamte Nordhälfte der Stadt Gelsenkirchen umfasst.
Anfang Januar 2024 wurden Pläne bekannt, die kriegszerstörte Turmhaube wieder zu errichten, wodurch der fünfzighöchste Kirchturm weltweit entstehen würde. Die unter Christian Nienhaus entstandenen Überlegungen sehen eine Kinetik aus Stahl vor. Die Stadt Gelsenkirchen als Untere Denkmalbehörde äußerte hierzu Skepsis; Markus Pottbäcker, der örtlich zuständige Propst, signalisierte jedoch Zustimmung.

## Architektur

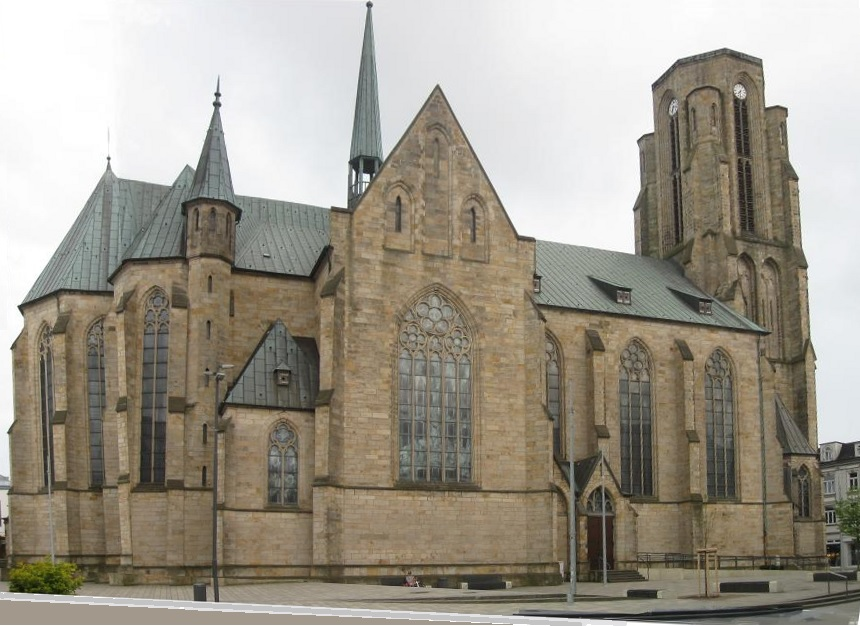
Propsteikirche St. Urbanus, Nordseite

St. Urbanus ist eine neugotische dreischiffige Basilika mit oktogonaler Hauptapsis, zwei Nebenapsiden, Querhaus und Narthex. Die äußere Erscheinung ist durch den seit dem Krieg helmlosen Turm geprägt, der dem Kirchenbau ein ursprünglich nicht vorgesehenes, „trutziges“ und etwas wuchtiges Aussehen verleiht.

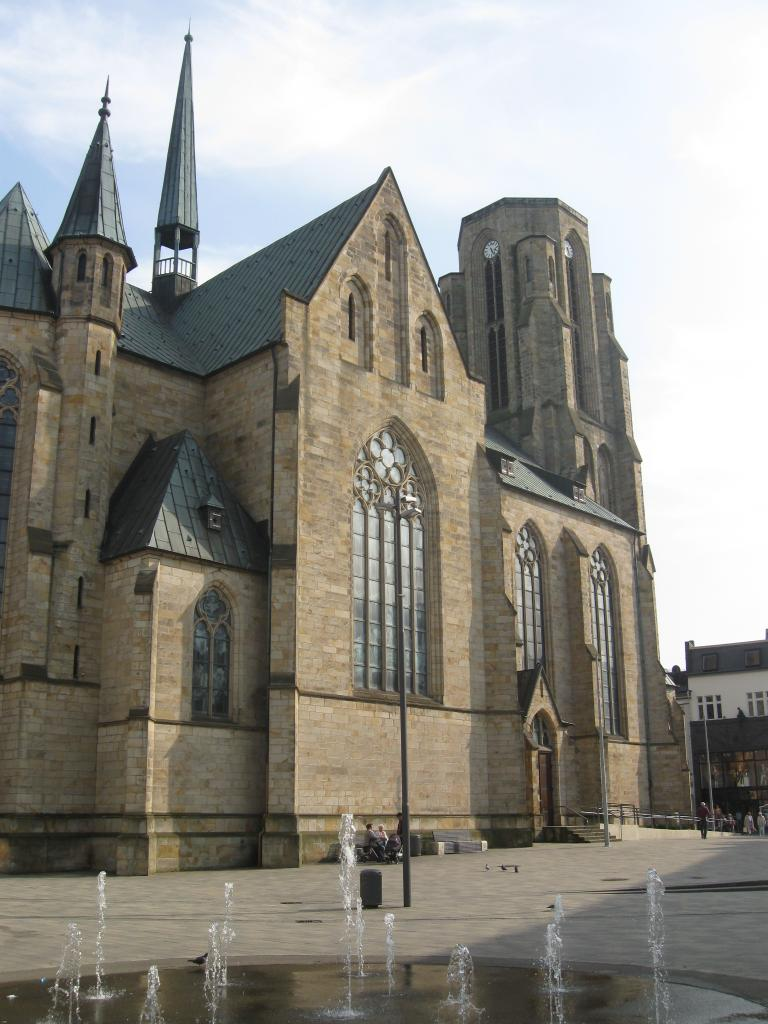
Querhaus und Vorplatz
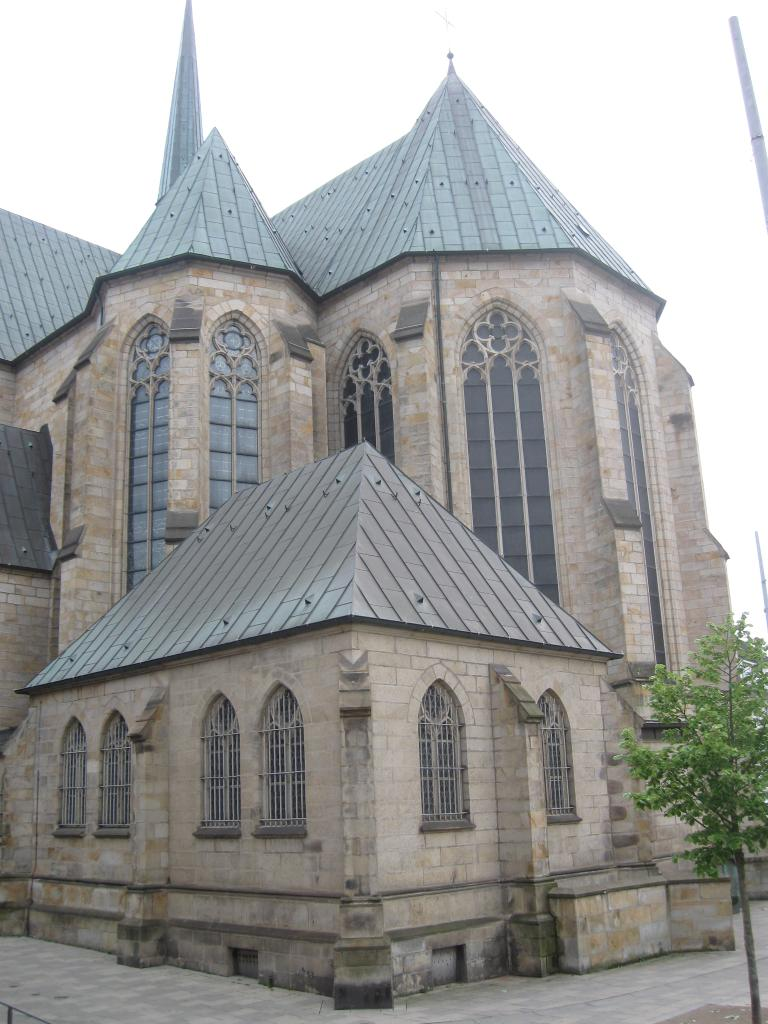
Apsis und Sakristei
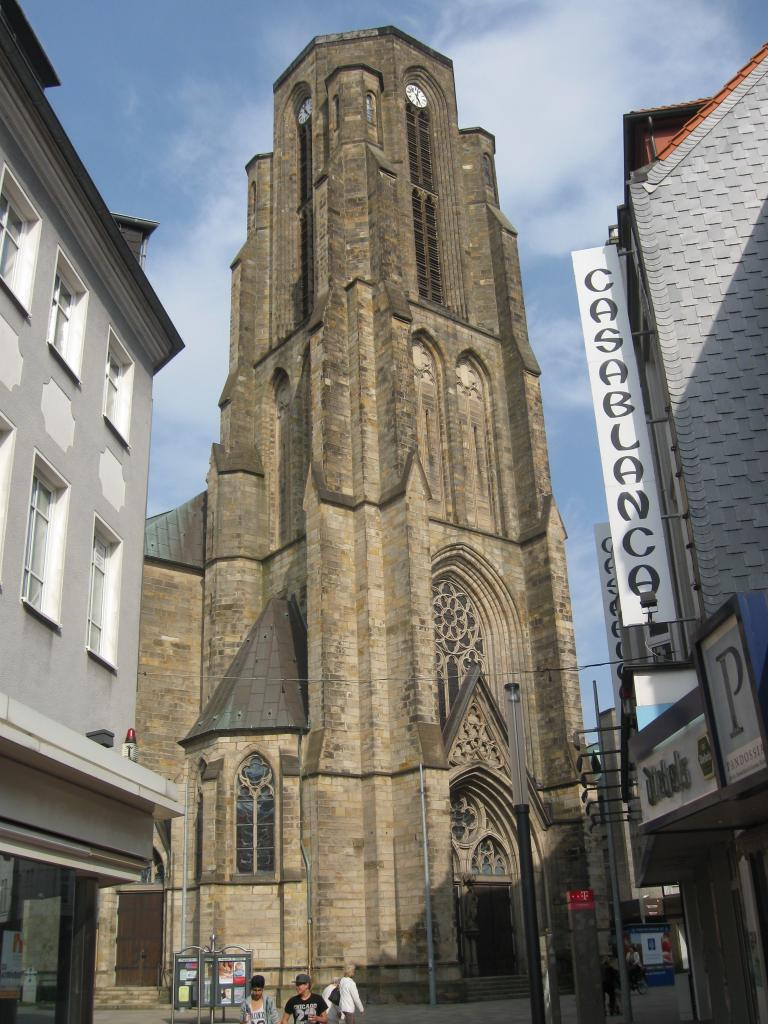
Turm
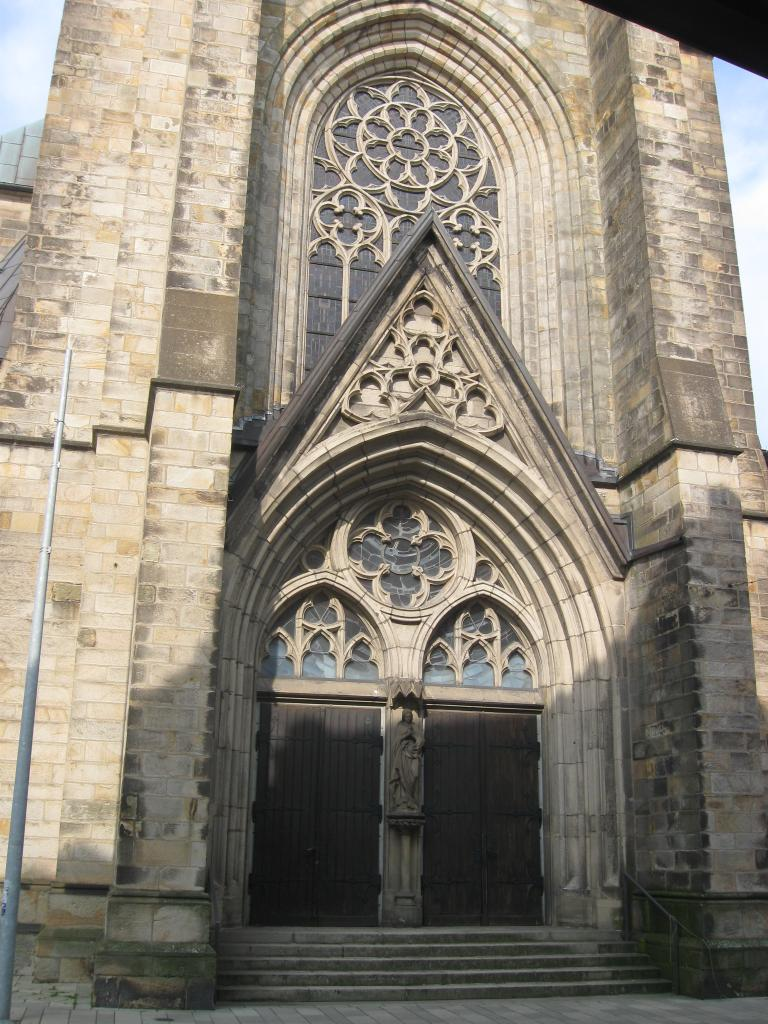
Hauptportal
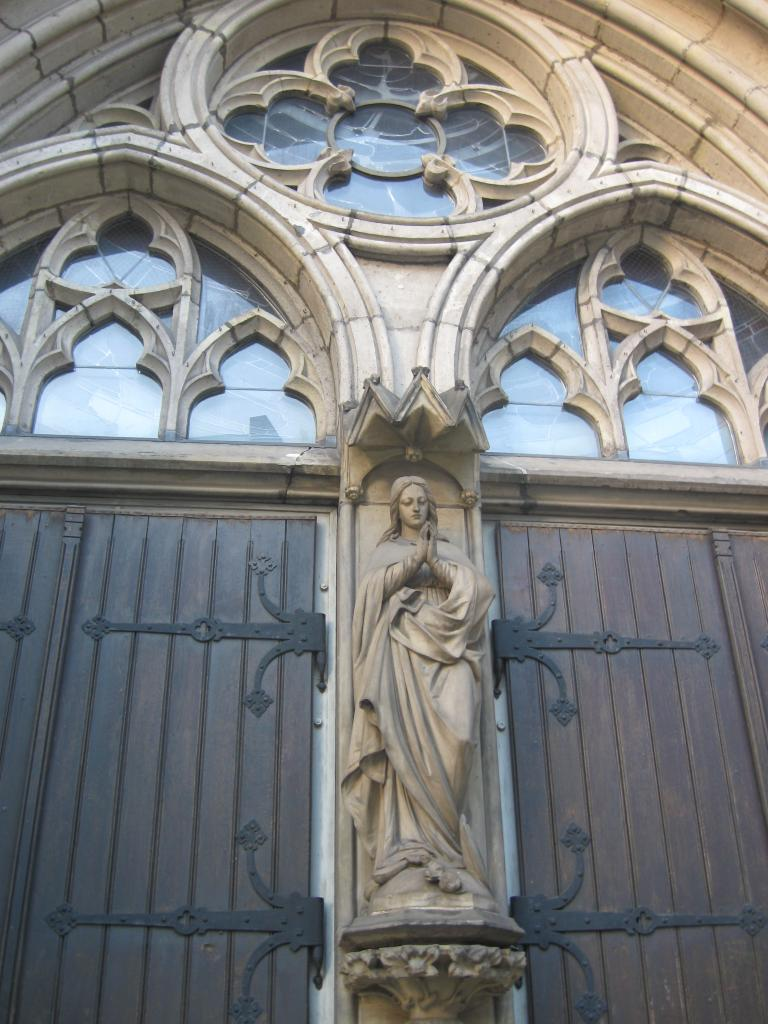
Marienfigur am Hauptportal

## Ausstattung

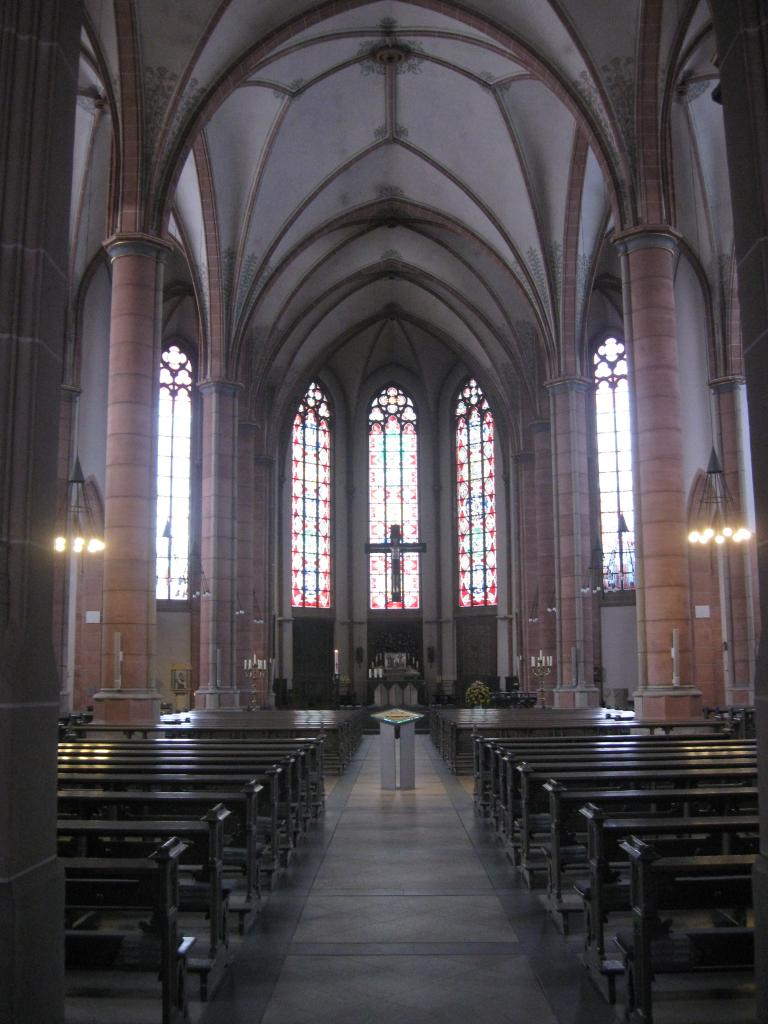
Innenraum

Der weite Innenraum ist durch die Buntglasfenster von Nikolaus Bette und Hans-Günther van Look in farbiges Licht getaucht. Zur Ausstattung gehören wertvolle Skulpturen aus der romanischen und der gotischen Vorgängerkirche sowie aus der Barockzeit, darunter vier musizierende Engel (vor der Nordwand des Querhauses). Bedeutend ist die über 500 Jahre alte Pietà. Der Hauptaltar und weitere Stücke aus dem 20. Jahrhundert setzen moderne Akzente. Der im Mittelschiff an der Querung im Zentrum der Kirche aufgestellte Evangeliarständer enthält zwei vermutlich im 14. Jahrhundert entstandene Elfenbeintäfelchen, die Bilder aus dem Leben der Gottesmutter Maria zeigen. Das Altarkreuz wurde von dem Künstler Hans Dinnendahl 1938 aus 21 Kilogramm Tafelsilber geschaffen, das Buerer Katholiken gespendet hatten. Der magere, ausgemergelte Korpus an dem über dem Altar aufgehängten Kruzifix steht in spürbarem Kontrast zu den athletischen Körpern zeitgenössischer NS-Kunst.

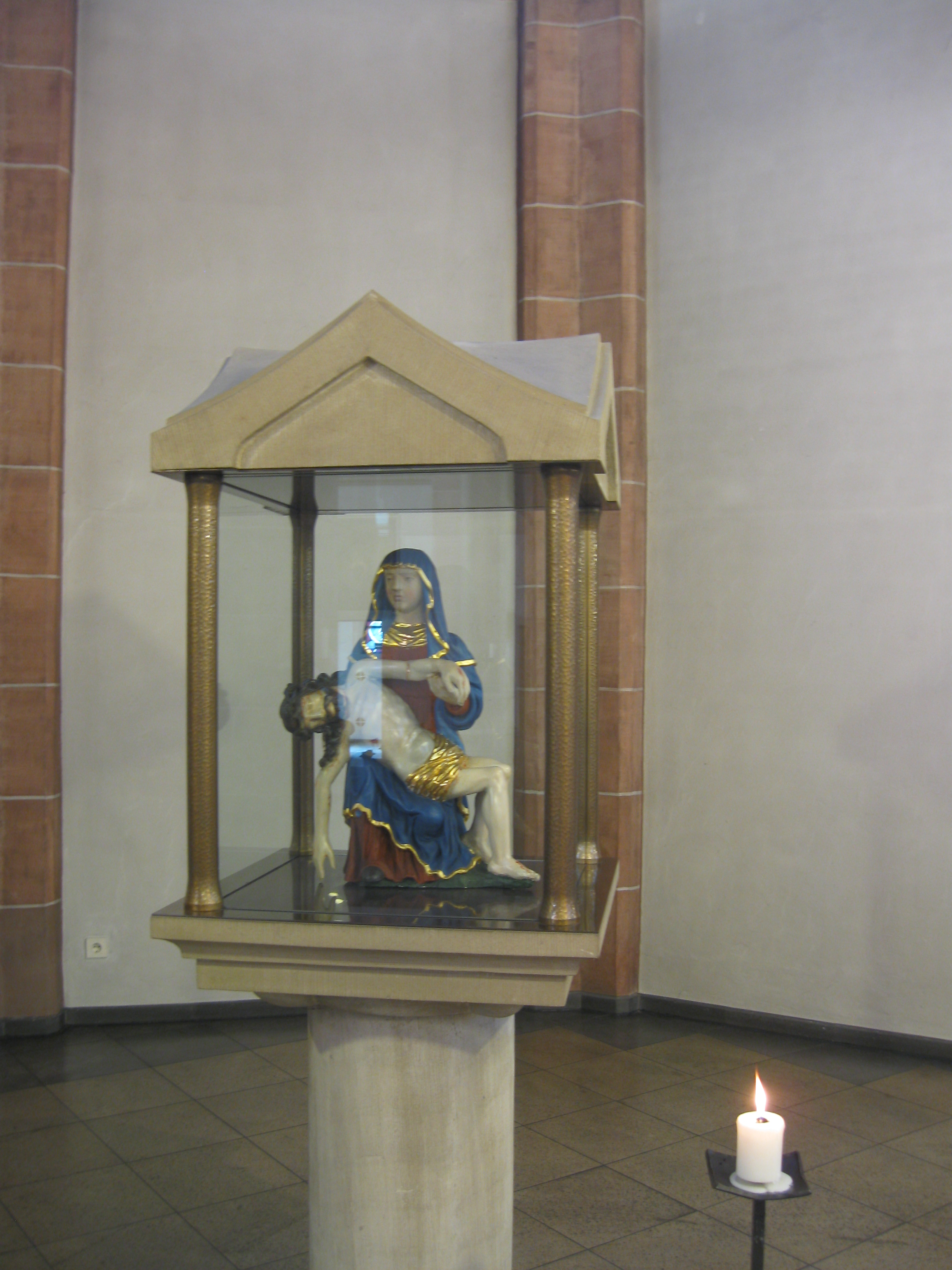
Pietà in der nördlichen Seitenkapelle (um 1500)
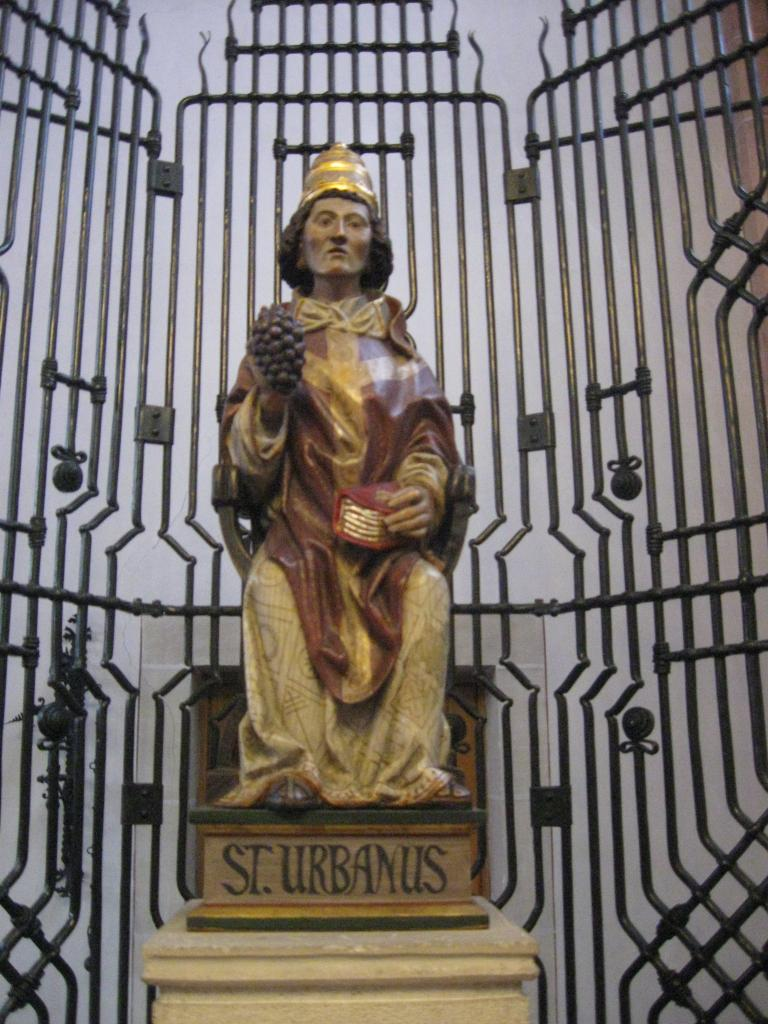
Schnitzfigur von Papst Urbanus (Südtirol, Ende 15. Jh.)
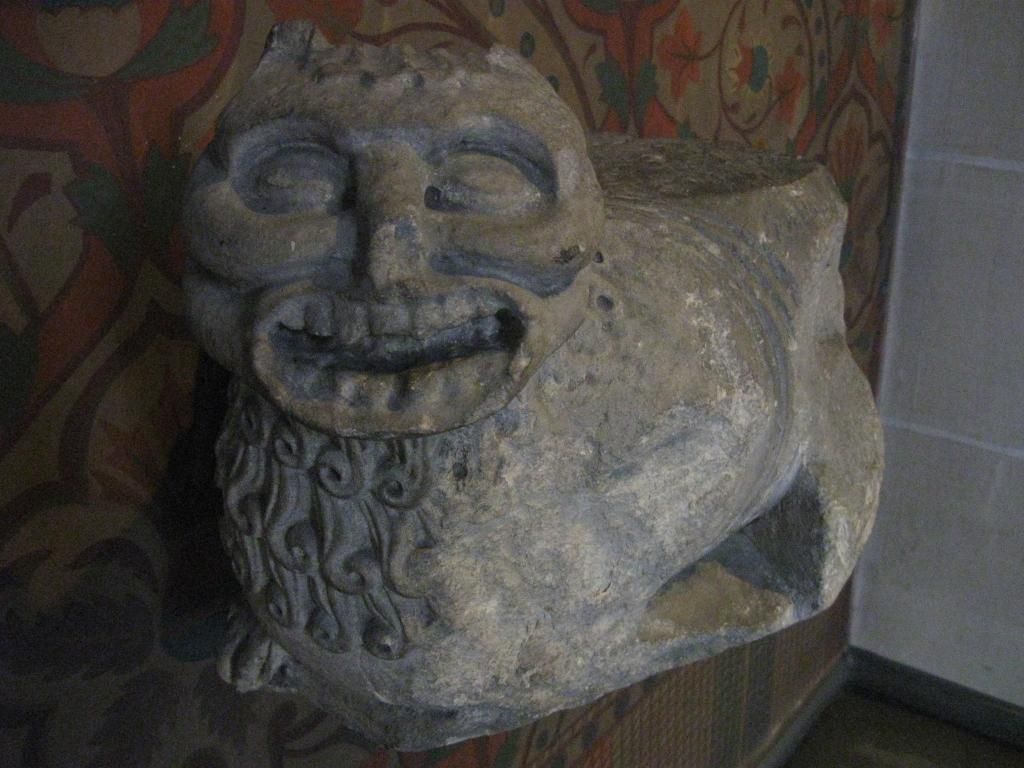
Romanischer Türwächterlöwe (um 1200)
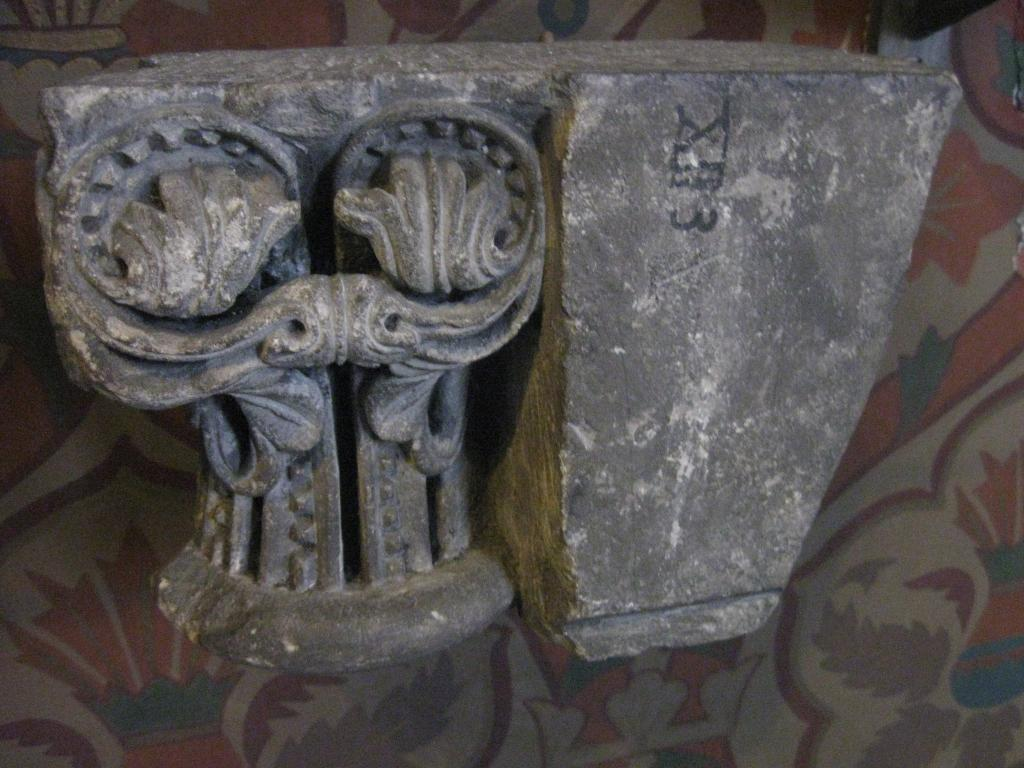
Romanisches Säulenkapitell mit Blattornamenten (um 1200)
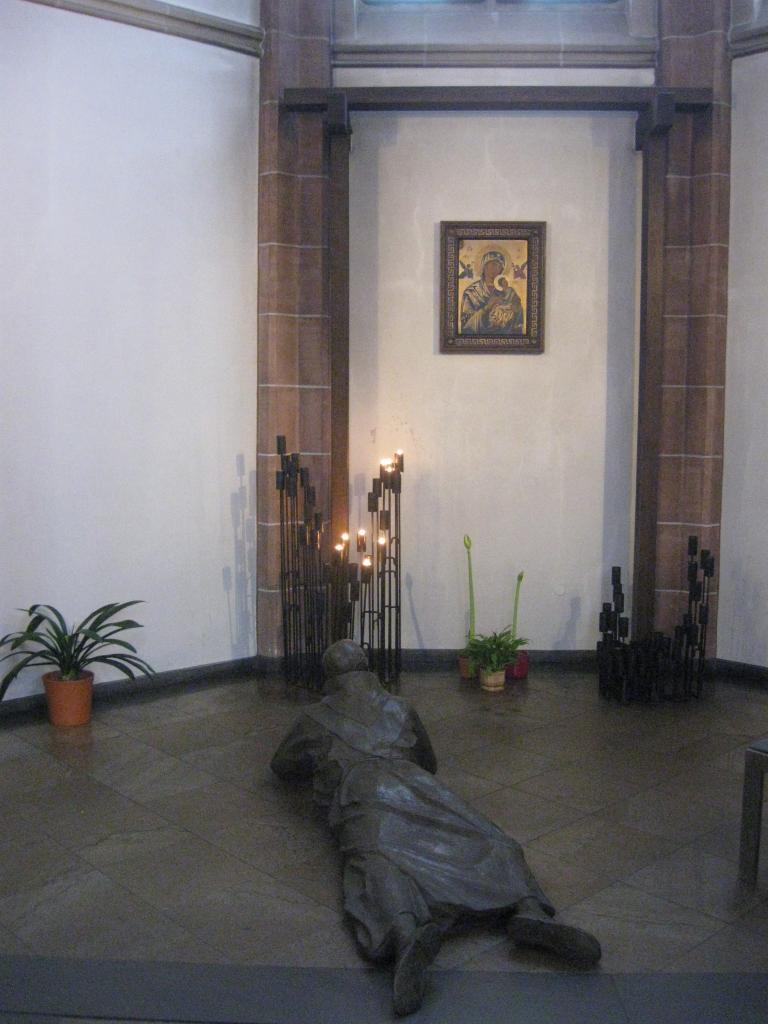
Marienkapelle von der „Immerwährenden Hilfe“ mit Figur des betenden Bruder Jordan von Franz Brune (1993)
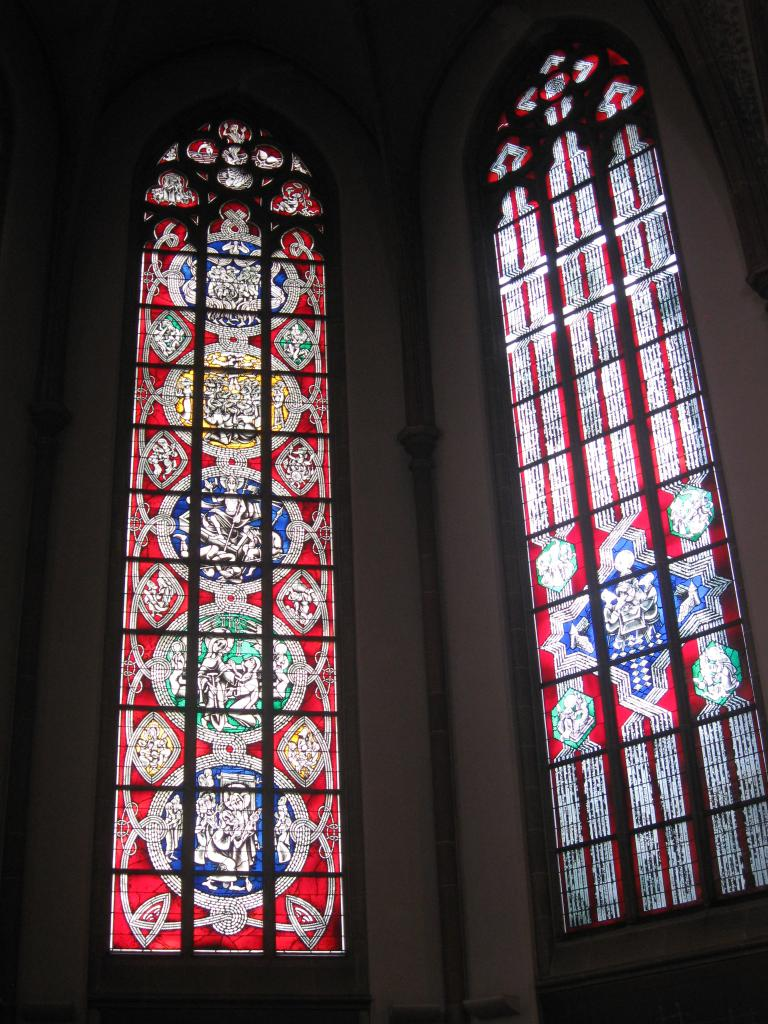
Mittleres und rechtes Chorfenster mit Szenen aus der Osterzeit nach Entwürfen von Nikolaus Bette (1985)

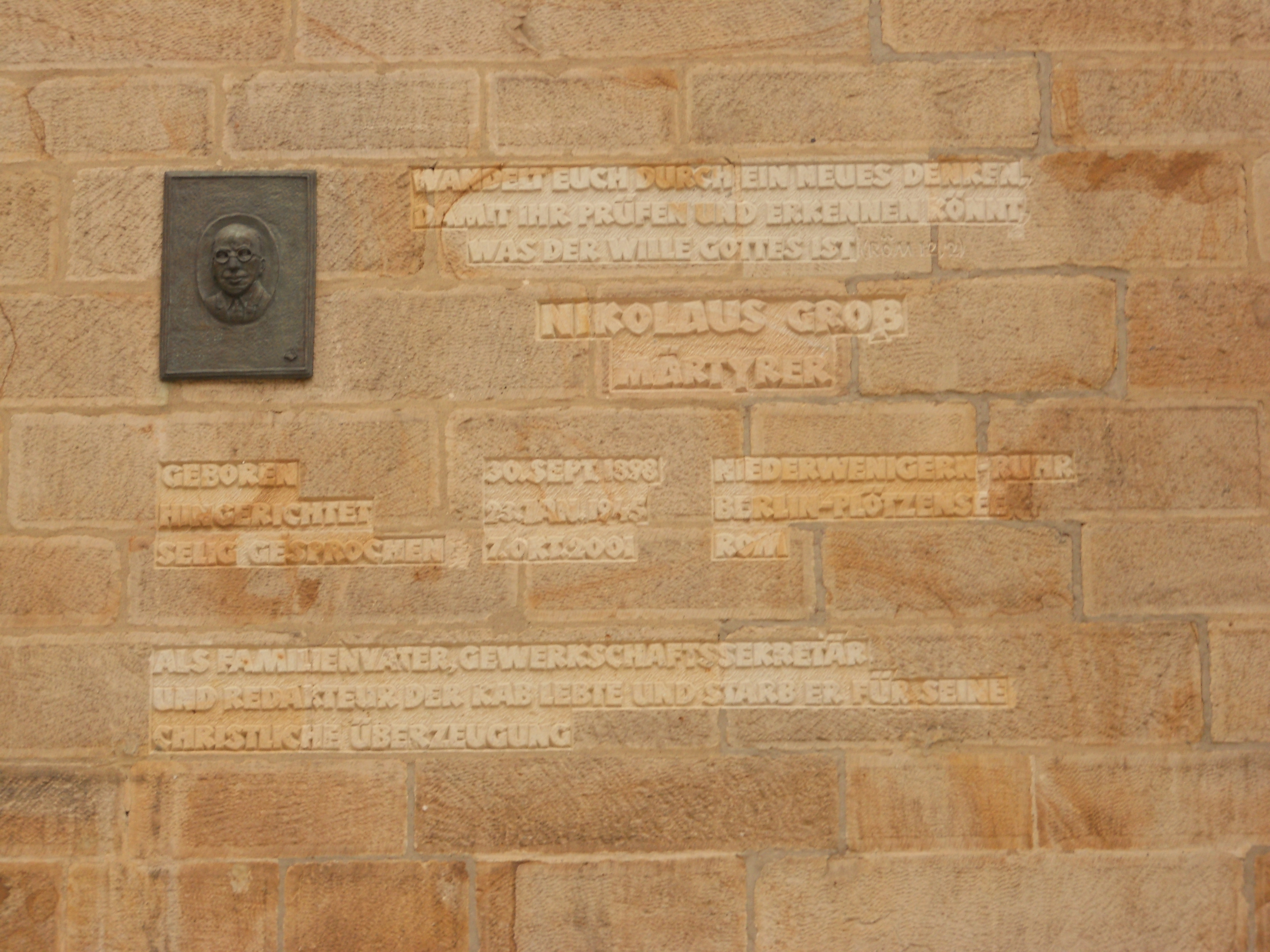
Gedenktafel für Nikolaus Groß

Außen an der Südwand wurde 2003 eine Gedenkstätte für den NS-Märtyrer Nikolaus Groß geschaffen.
An der Nordseite wird der Toten, die bis 1828 im Kirchhof begraben wurden, gedacht: Ein Stein auf der wie ein Grab gestalteten Fläche trägt die Worte aus Jes. 43, 1-7: Ich habe dich beim Namen gerufen, du gehörst mir.
An der Außenwand des Chors steht seit 2011 eine Bronzestatue des Bischofs von Münster und Kardinals Clemens August von Galen, der 2005 wegen seines öffentlichen Eintretens gegen die NS-„Euthanasie“ seliggesprochen wurde. Die Statue schuf Egbert Verbeek (* 1953). Am 8. Oktober 2011 wurde sie im Rahmen eines Gedenkgottesdienstes von Bischof Franz-Josef Overbeck und Altbischof Reinhard Lettmann gesegnet.
Neben der Marienfigur der Unbefleckten Empfängnis am Hauptportal wurden auch für den Nord- und Südgiebel des heutigen Baus neugotische Statuen geschaffen (hll. Urbanus und Augustinus).

## Orgel

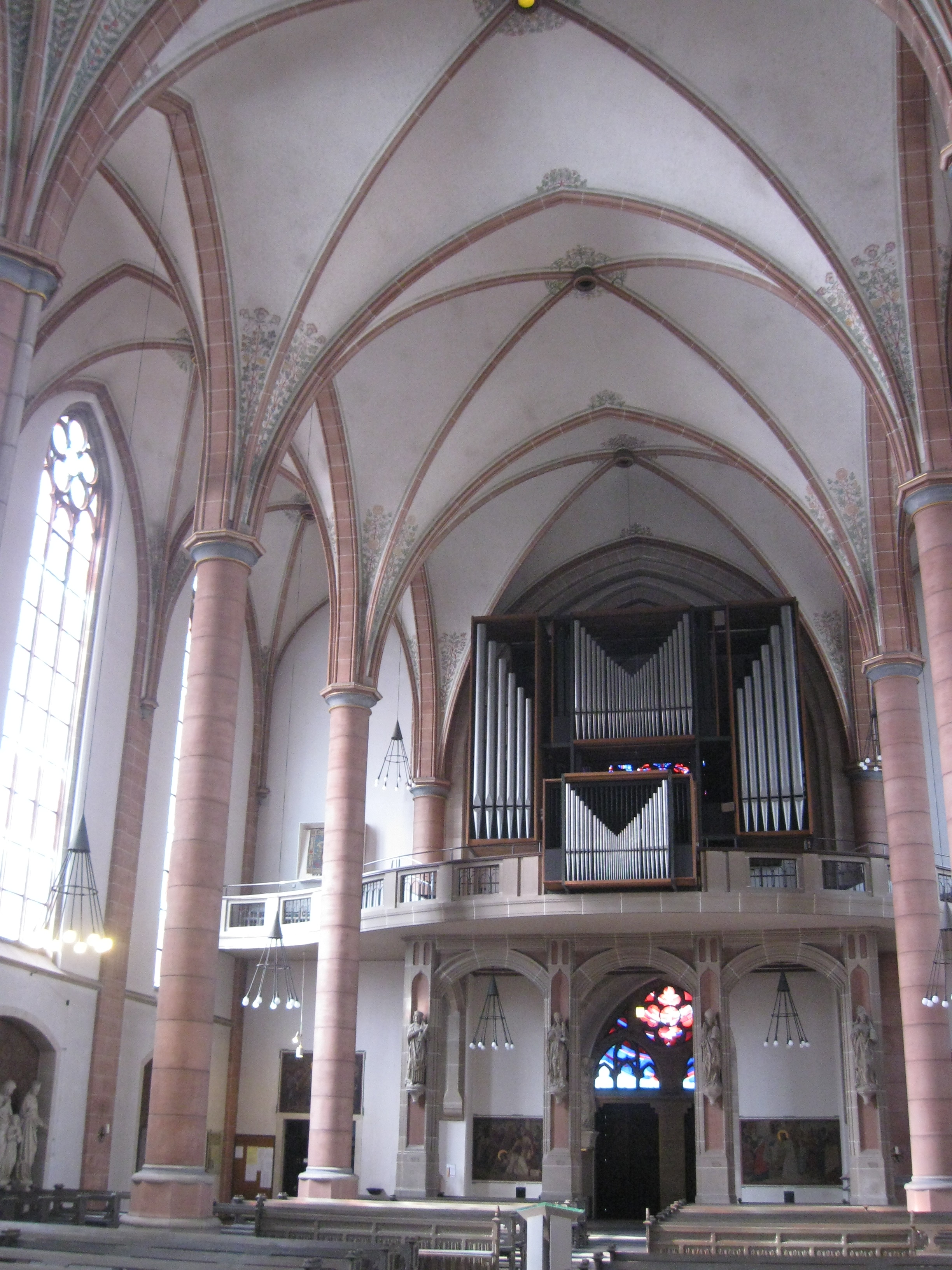
Turmseite mit Empore und Orgelprospekt

Die Orgel wurde 1972 von dem Orgelbauer Franz Breil aus Dorsten erbaut. Ungewöhnlich ist die Gestaltung des Orgelprospekts, der das aus Vierkantprofilen bestehende Stahlgerüst nicht verdeckt. Es sind jeweils nur die Pfeifen der einzelnen Werke in die dazwischen gespannten Gehäuseteile gesetzt. Auf diese Weise bleibt die Technik sichtbar, neben dem Stahlgerüst insbesondere die Spieltraktur.
2013 wurde das Instrument durch Orgelbau Klais aus Bonn renoviert und durch den Orgelbaumeister Bernhard Althaus intoniert. 2020 wurde die Orgel durch die Orgelbauwerkstatt Friedrich Fleiter erweitert, die Intonation erfolgte durch Eberhard Hilse zusammen mit Stefan Reider.
Das Instrument hatte ursprünglich 50 Register auf drei Manualen und Pedal. Bei der Renovierung 2020 ist ein Register hinzugekommen. Die Spieltrakturen sind mechanisch, die Registertrakturen und Koppeln elektrisch. Außerdem gibt es noch eine kleine, ebenfalls von Breil gebaute tragbare Positivorgel in der Kirche, die 2011 gereinigt und von Hilse neu intoniert wurde.
| I Rückpositiv C–a3 |       |
| Rohrgedackt        | 8′    |
| Quintade           | 8′    |
| Praestant          | 4′    |
| Koppelflöte        | 4′    |
| Oktave             | 2′    |
| Schweizergedackt   | 2′    |
| Quinte             | 1 ⁄3′ |
| Sesquialtera II    | 2 ⁄3′ |
| Scharff V          | 1′    |
| Dulzian            | 16′   |
| Krummhorn          | 8′    |
| Tremulant          |       |
|                    |       |
| Zimbelstern*       |       |

| II Hauptwerk C–a3                                     |      |
| Gedackt                                               | 16′  |
| Prinzipal II (ab f doppelt)                           | 8′   |
| Gedackt                                               | 8′   |
| Trichtergambe                                         | 8′   |
| Oktave                                                | 4′   |
| Gemshorn                                              | 4′   |
| Oktave                                                | 2′   |
| Cornett V (ab f)                                      | 8′   |
| Mixtur V                                              | 2′   |
| Zimbel III                                            | 1⁄2′ |
| Trompete                                              | 16′  |
| Trompete                                              | 8′   |
| _________________                                     |      |
| Tuba* 16‘, 8‘, 4‘ (82 Töne) auf allen Werken spielbar |      |

| III Schwellwerk C–a3 |        |
| Holzflöte            | 8′     |
| Weidenpfeife         | 8′     |
| Schwebung (ab c)     | 8′     |
| Prinzipal            | 4′     |
| Traversflöte         | 4′     |
| Nasat                | 2 ⁄3′  |
| Gemshorn             | 2′     |
| Terz                 | 1 3⁄5′ |
| Septime              | 8⁄15′  |
| Zimbel I             | 1′     |
| Mixtur V             | 2′     |
| Basson               | 16′    |
| Franz. Trompete      | 8′     |
| Hautbois             | 8′     |
| Clairon              | 4′     |
| Tremulant            |        |

| Pedal C–g1   |         |
| Prinzipal    | 16′     |
| Subbass      | 16′     |
| Quintbass    | 10 2⁄3′ |
| Oktavbass    | 8′      |
| Gedacktbass  | 8′      |
| Nachthorn    | 4′      |
| Piffaro II   | 4′      |
| Hintersatz V | 2 ⁄3′   |
| Bombarde     | 32′     |
| Posaune      | 16′     |
| Trompete     | 8′      |
| Clairon      | 4′      |

Anmerkungen
1. ↑  im Schweller bis auf Praestant 4′, der im Prospekt steht

- Koppeln: I/II, III/II, I/P, II/P, III/P
  - Suboktavkoppeln: III/I, III/II, III/III
- Spielhilfen: 270.000-fache Setzeranlage, Sequenzer

## Glocken
| Nr.     | Patron       | Nominal | Gussjahr | Gießer                                   | Gewicht  | Material  |
| ------- | ------------ | ------- | -------- | ---------------------------------------- | -------- | --------- |
| 1       | St. Urbanus  | b°-3    | 1954     | Bochumer Verein für Gussstahlfabrikation | 2.562 kg | Gussstahl |
| 2       | St. Agatha   | c'-2    | 1954     | Bochumer Verein für Gussstahlfabrikation | 1.760 kg | Gussstahl |
| 3       | St. Josef    | es'-1   | 1954     | Bochumer Verein für Gussstahlfabrikation | 1.084 kg | Gussstahl |
| 4       | St. Heinrich | f'-1    | 1850     | Petit & Edelbrock, Gescher               | 1.100 kg | Bronze    |
| 5       | St. Antonius | as'=0   | 1954     | Bochumer Verein für Gussstahlfabrikation | 435 kg   | Gussstahl |
| Quelle: |              |         |          |                                          |          |           |